# Anzy-le-Duc
Anzy-le-Duc är en kommun i departementet Saône-et-Loire i regionen Bourgogne-Franche-Comté i östra Frankrike. Kommunen ligger i kantonen Marcigny som tillhör arrondissementet Charolles. År 2022 hade Anzy-le-Duc 423 invånare.

## Befolkningsutveckling
Antalet invånare i kommunen Anzy-le-Duc
| Referens: INSEE |